# Tennisvereniging PST
Tennisvereniging PST is een tennisvereniging in Amsterdam.
De club is gevestigd op Sportpark Parkschouwburg, naast het Wertheimpark in de Plantage. Op de plek van het sportpark stond tot 1912 de Parkschouwburg. 
De vereniging heeft in 2024 ongeveer 900 leden. 
PST beschikt sinds 2013 over twee eigen wedstrijdbanen (kunstgrastapijt) met verrijdbare netten, en is sinds 2014 aangesloten bij de KNLTB. Vanouds beschikt zij, wanneer mogelijk, ook over drie tennisbanen op het veld van de naastgelegen korfbalvereniging ASV Swift. 